# Carl Stål
Carl Stål (21 de marzo de 1833 - 13 de junio de 1878) fue un entomólogo sueco especializado en hemípteros.
Nació en el castillo de Karlberg, Estocolmo y falleció en Frösundavik, cerca de allí.
En 1853 se matriculó en la Universidad de Upsala, donde estudió medicina y pasó el examen médico filosófico en 1857. Luego se dedicó a la entomología y en 1859 completó su doctorado en la universidad de Jena. En el mismo año ingresó como asistente de Carl Henrik Boheman en el departamento de zoología del Museo de Historia Natural de Suecia en Estocolmo, donde es nombrado profesor en 1867.
Realizó viajes en Suecia y por toda Europa. En uno de ellos estudió la colección de Johan Christian Fabricius en Kiel.
Si bien se reconoce a Stål como el mayor investigador de hemípteros, y clasificó buena parte del orden. también trabajó con ortópteros, y -en menor medida- con coleópteros e himenópteros.

## Honores

### Eponimia
- Sphinctomyrmex stali (especie de hormiga)

## Abreviatura (zoología)
La abreviatura Stal  se emplea para indicar a Carl Stål como autoridad en la descripción y taxonomía en zoología.